# Пєшкабз
Пєшкабз, пєш-кабз, пєшкубз, пішкабз (перс. peshkabz, pesh-kabz, peshqabz, peshcubz) — індо-перський кинджал XVI—XIX сторіч. Призначений для потужних колючих ударів, здатних пробити кольчугу. Був розповсюджений в Ірані, Північний Індії та Середній Азії, зрідка зустрічався в Туреччині. За думкою Дж. Стоуна, пєшкабз — як найкраще сконструйований для пробиття кольчужного полотна.

## Назва
Пєшкабз (пішкабз) означає перською мовою «переднє руків'я» (за Стоуном — англ. «foregrip»). Початково так називали передню частину ременя, що надягали під час змагань з боротьби. Використання такого слова означає, що пєшкабз носився попереду, на відміну від карда (носився на лівому боці) та ханджара (носився на правому боці).

## Опис

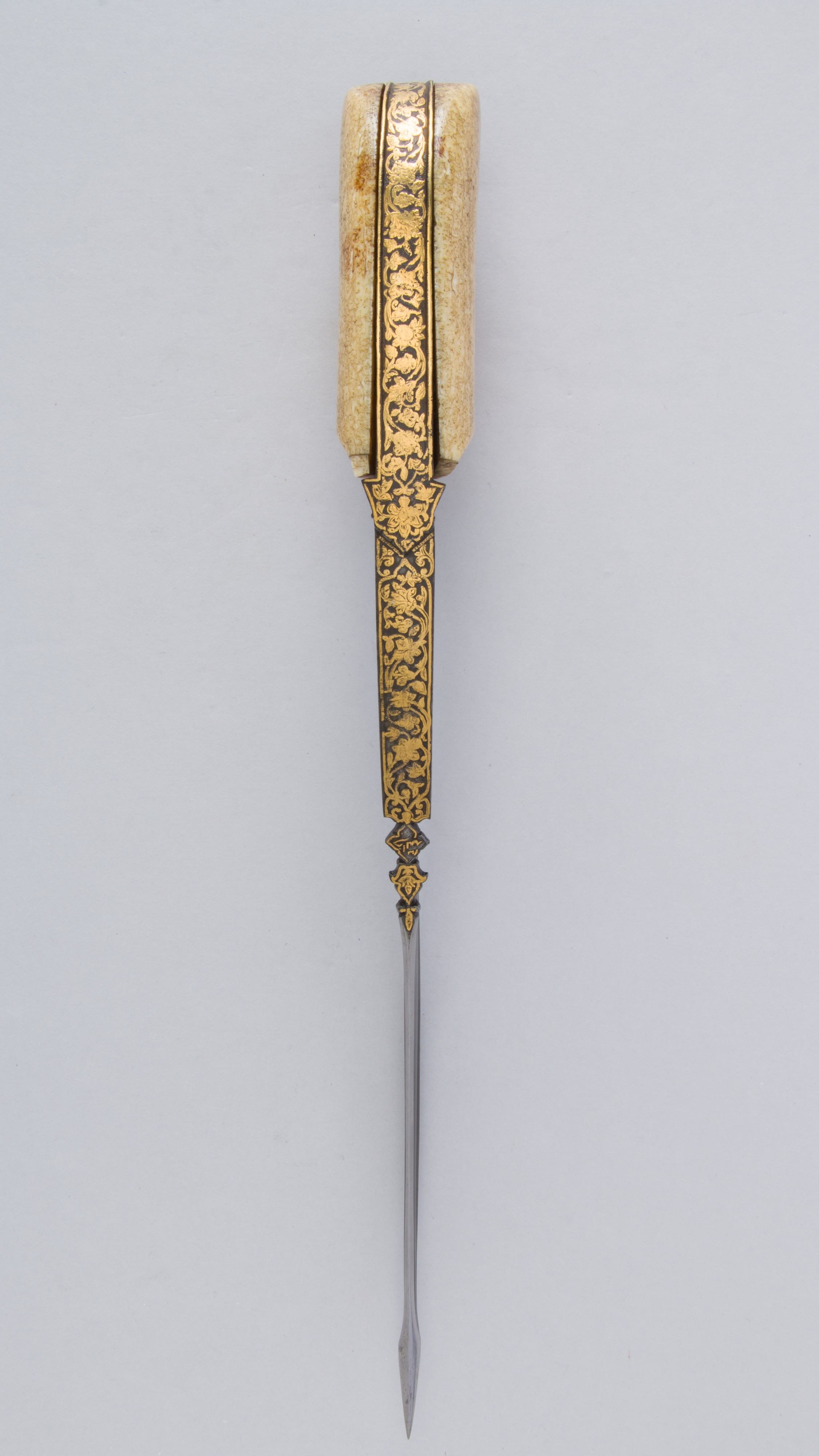
Пєшкабз з посиленим вістрям. Добре видно широкий обух.

Однолезовий клинок, дуже широкий біля руків'я, майже одразу різко звужується і переходить у довге тонке вістря. Вістря інколи посилене. Клинок у перерізі має Т-подібну форму — обух ширше плоскості клинка, що надавало тонкому клинку необхідної жорсткості. Клинок може бути прямим (найбільше поширена форма), трохи вигнутим або мати легкий подвійний (S-подібний) вигин, часто клинок виготовлений з дамаської сталі.
Руків'я, зроблене з двох пластин-накладок, злегка вигнуте у бік клинка, має розширення біля клинка (упор для пальців) та дзьобоподібне розширення на кінці, яке формує навершя (голівку), гарда відсутня. Матеріалом для руків'я слугували слонова кістка, моржевий бивень (в Ірані мав назву шірмані), ріг, перламутр, нефрит, гірський кришталь. Інколи зустрічались порожні сталеві руків'я. Піхви дерев'яні, покрити шкірою або оксамитом, могли мати золоту або срібну ажурну оправу, зрідка зустрічались суцільно металеві піхви. У Середній Азії піхви могли прикрашатися бірюзою. Форма піхов відповідає формі клинка.

### Варіанти форми клинка

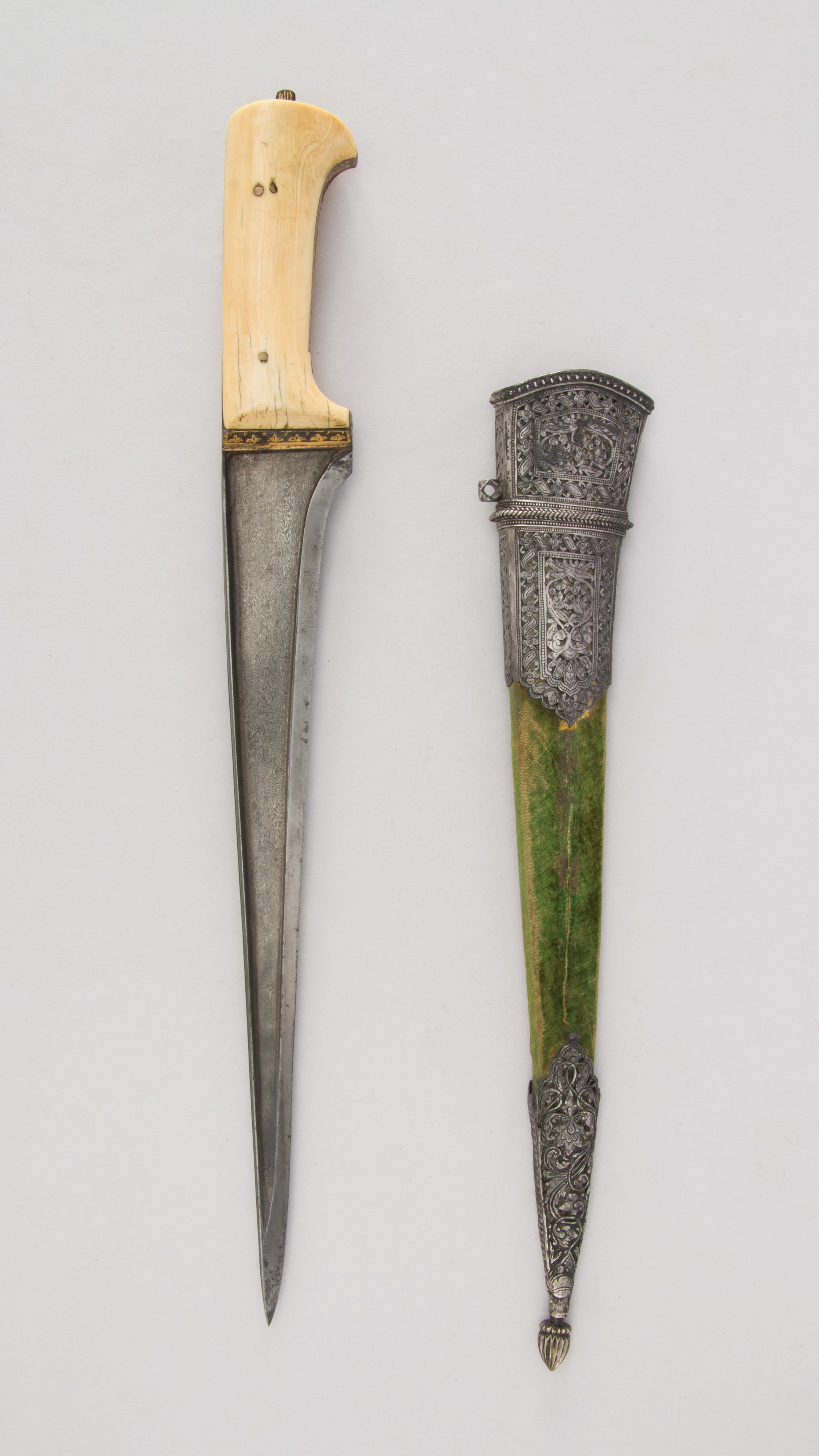
Прямий клинок
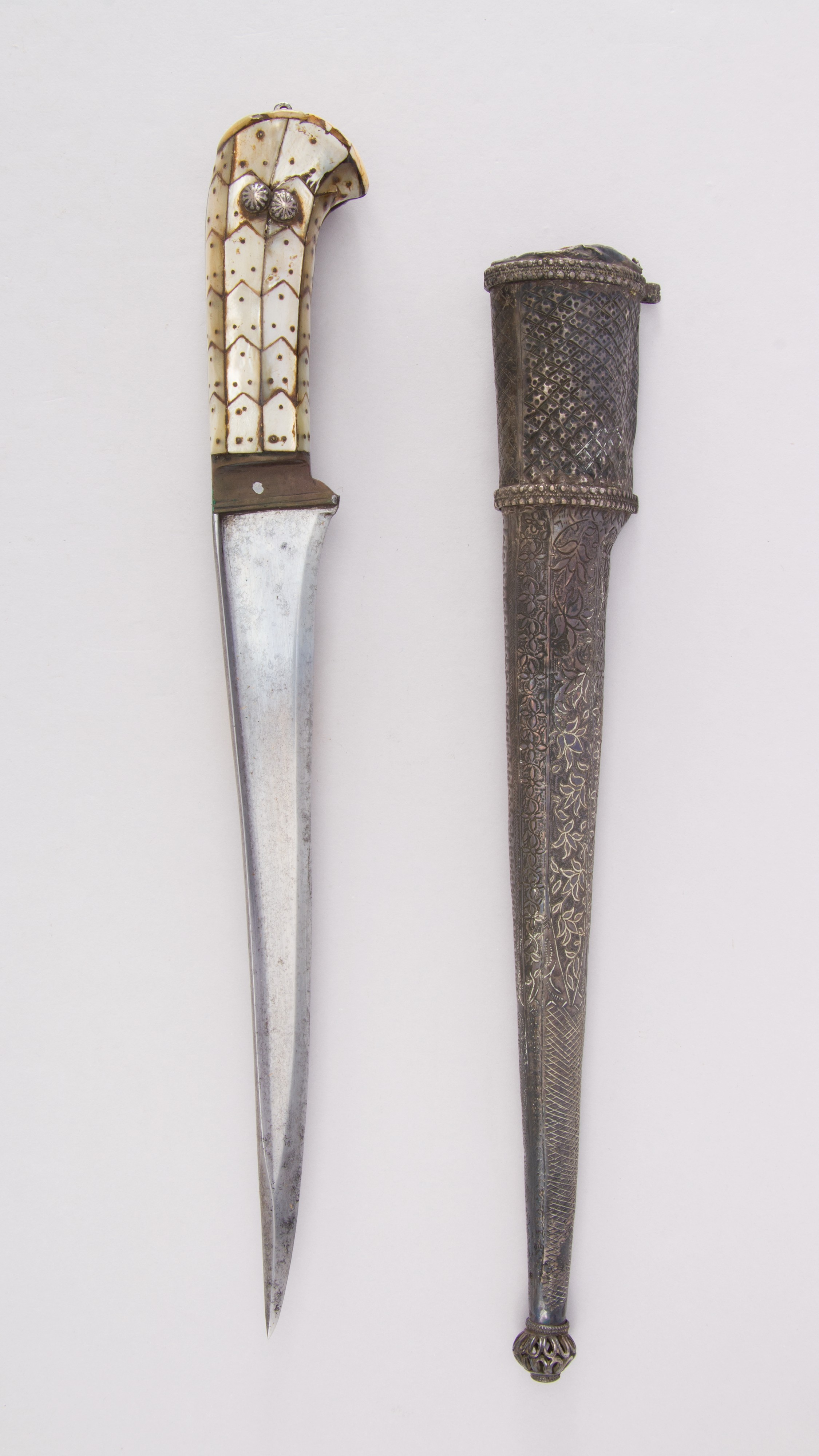
Трохи вигнутий клинок
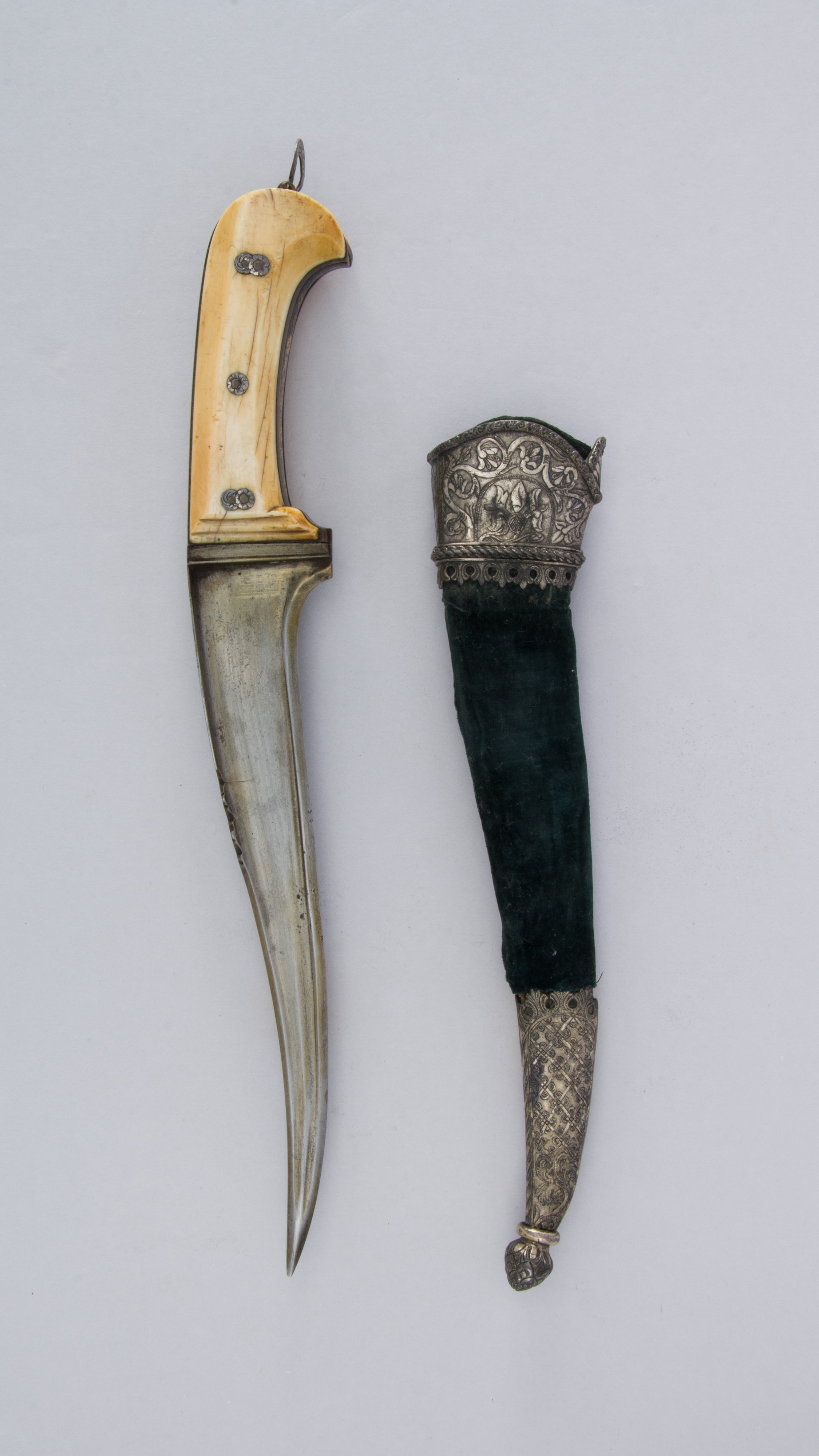
Сильніше вигнутий клинок
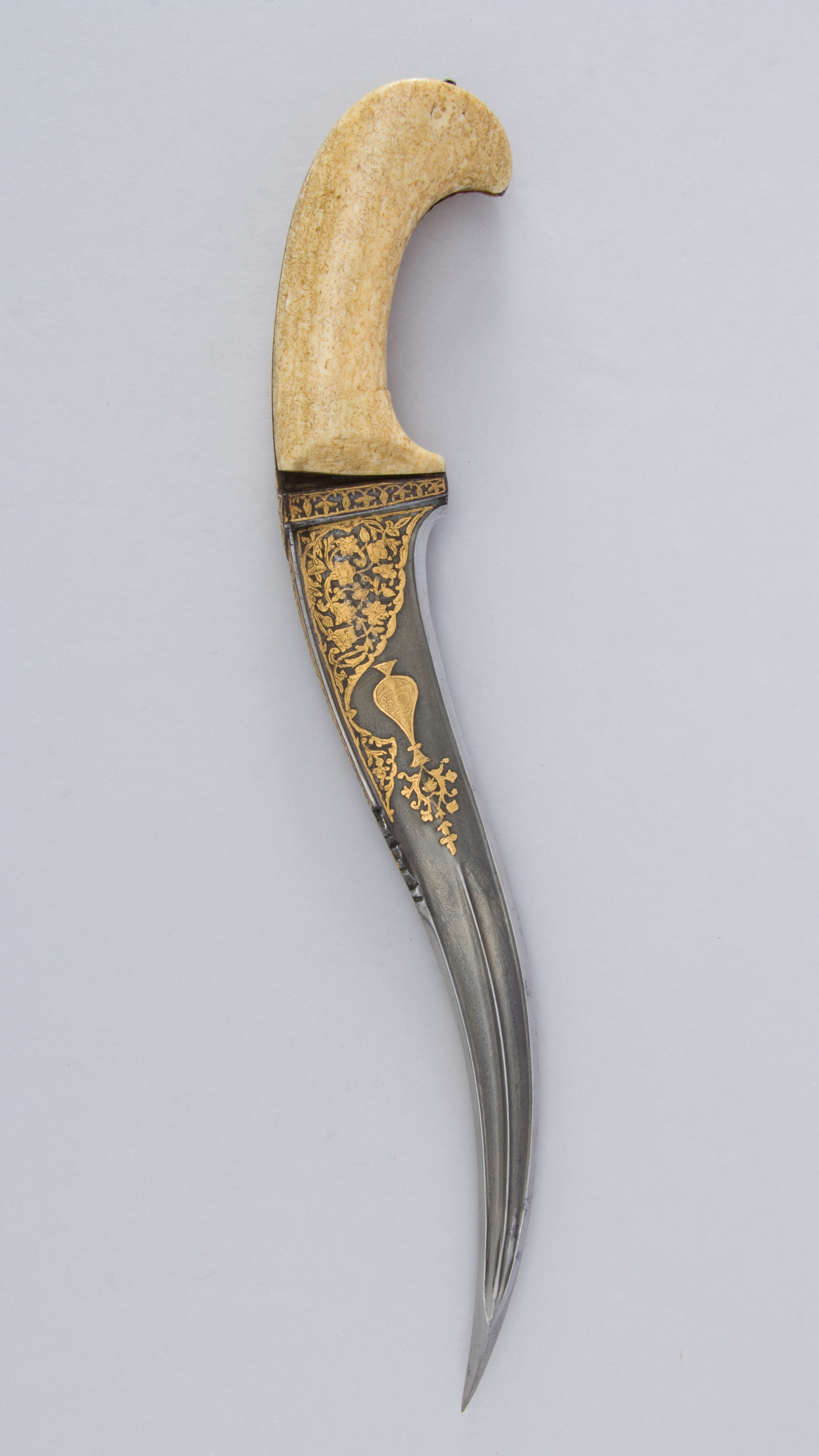
Подвійно вигнутий клинок

## Пєшкабз і зіра бхонк
|         |  |            |
| Пєшкабз |  | Зіра бхонк |

Іншим індо-перським кинджалом призначеним для пробиття кольчуги, був зіра бхонк. Від пєшкабза він відрізнявся тим, що мав пряме руків'я, роздвоєне вгорі. Руків'я відділялося від клинка металевою шийкою. Клинок, на відміну від клинка пєшкабза, був не звужений, але переходив у потужне чотирьохгранне вістря, схоже на наконечник списа.